# Caucher Birkar
Caucher Birkar (em curdo:  کۆچەر بیرکار; Marivan, Curdistão, Irã, 1978) é um matemático curdo iraniano e cidadão britânico. É professor da Universidade de Cambridge. Birkar é um dos principais contribuidores para a moderna geometria birracional. Recebeu o Prêmio Philip Leverhulme de 2010 em matemática e estatística por suas contribuições à geometria algébrica.
Recebeu no dia 1 de agosto uma Medalha Fields de 2018, na cidade do Rio de Janeiro, Brasil. Entretanto, a medalha foi roubada depois de meia hora após a premiação. No dia 4 de agosto ele recebeu uma nova medalha.

## Pesquisa e carreira
Junto com Paolo Cascini, Christopher Hacon e James McKernan, Birkar estabeleceu várias conjecturas, incluindo a existência de torções, geração finita de anéis canônicos de toras e existência de modelos mínimos para variedades de tipo geral de toras, com base em trabalhos anteriores de Vyacheslav Shokurov e de Hacon e McKernan.
No cenário de singularidades logarítmicas canônicas, ele provou a existência de log flips juntamente com casos-chave do modelo mínimo e conjecturas de abundância. (Isso também foi provado independentemente por Hacon e Chenyang Xu).
Em uma direção diferente, ele estudou o antigo problema de Iitaka sobre a efetividade das fibrações de Iitaka induzidas por sistemas plurocanônicos em variedades de dimensão Kodaira não negativa. O problema consiste em duas metades: uma relacionada às fibras gerais da fibração e outra relacionada à base da fibração. Birkar e Zhang co-resolveram a segunda metade do problema, reduzindo essencialmente o problema de Iitaka ao caso especial da dimensão zero de Kodaira.
Em um trabalho mais recente, Birkar estudou variedades de Fano e singularidades de sistemas lineares. Ele provou vários problemas fundamentais, como a conjectura de Shokurov sobre a delimitação dos complementos e a conjectura de Borisov-Alexeev-Borisov sobre a delimitação das variedades Fano.  Em 2018, Birkar recebeu a Medalha Fields por suas variedades Fano e suas outras contribuições para o problema do modelo mínimo. Em um vídeo disponibilizado pela Fundação Simons, Birkar expressou esperança de que sua Medalha Fields coloque "apenas um pequeno sorriso nos lábios" dos estimados 40 milhões de curdos do mundo. A Medalha Fields de Birkar foi roubada no mesmo dia em que foi concedida a ele. Em cerimônia especial no ICM 2018, Birkar foi presenteado com uma medalha de reposição.
Birkar também atua no campo da geometria birracional em campos de características positivas. Seu trabalho junto com o trabalho de Hacon-Xu quase completa o programa do modelo mínimo para campos de três dobras sobre as características de pelo menos 7.

## Prêmios
- Prêmio Whitehead 2018[16]
- Medalha Fields 2018[17]

## Publicações selecionadas
- Birational Geometry, 2007
- Topics in Algebraic Geometry, Aulas 2011
- mit Hacon, Cascini, McKernan: Existence of minimal models for varieties of log general type I, Journal of the American Mathematical Society, Volume 23, 2010, p. 405-468,
- Anti-pluricanonical systems on Fano varieties, Arxiv 2016
- Singularities of linear systems and boundedness of Fano varieties, Arxiv 2016
- Birational geometry of algebraic varieties, ICM 2018